# Duatlo

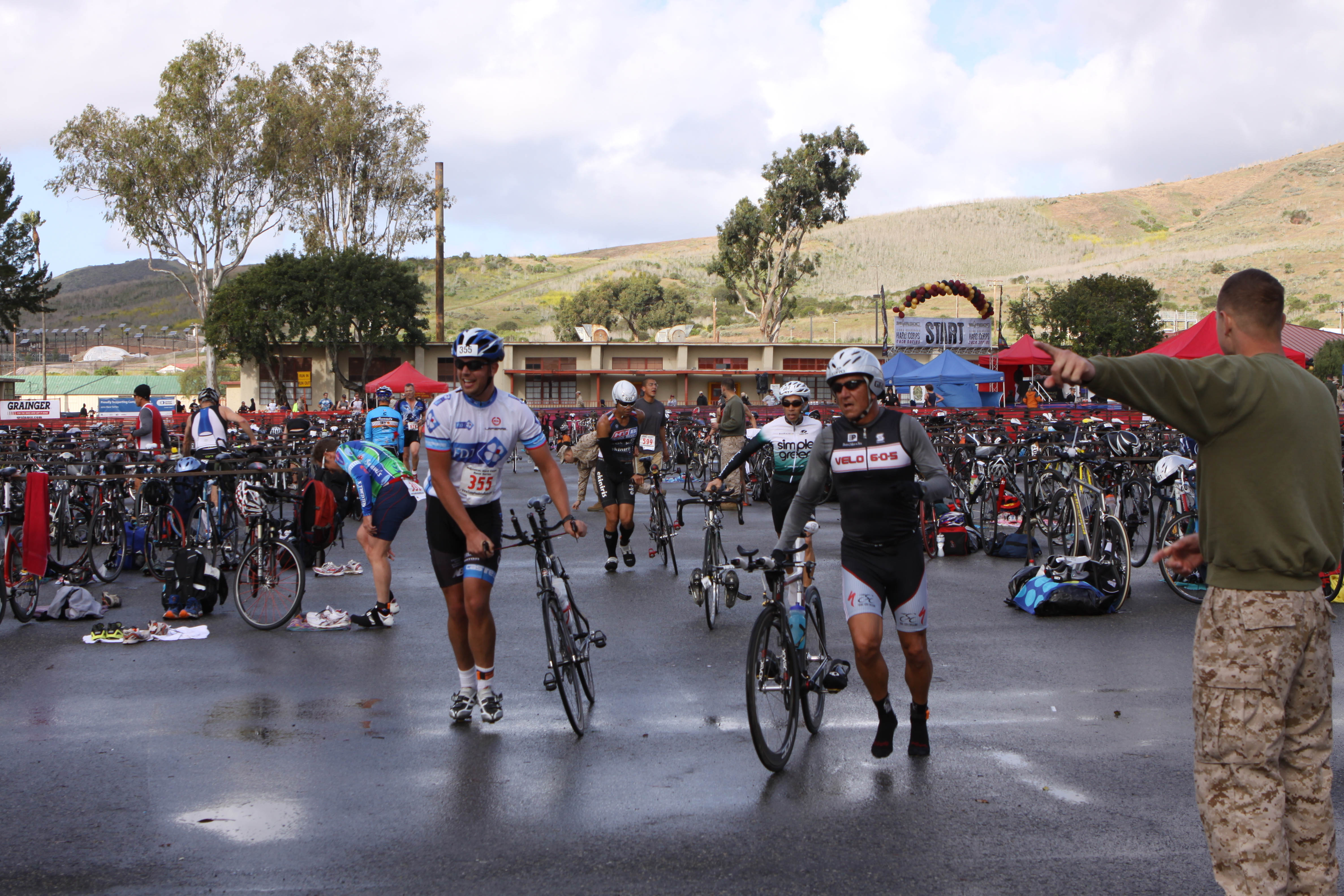
A área de transição dentre a corrida e o ciclismo durante uma prova de duatlo

Duatlo é um evento atlético que consiste de uma parte inicial de corrida, seguida por um parte de ciclismo e novamente outra parte de corrida, num formato assemelhado ao triatlo. A União Internacional de Triatlo organiza internacionalmente as regras e as determinações do esporte
As competições de duatlo são realizadas em distâncias curtas, médias e longas. De acordo com a União Internacional de Triatlo (ITU, International Triathlon Union), as distâncias são as seguintes:
| Distância             | parte 1: corrida | parte 2: ciclismo | parte 3: corrida |
| --------------------- | ---------------- | ----------------- | ---------------- |
| Curta (Sprint)        | 5 km             | 20 km             | 2,5 km           |
| Média (Standard)      | 10 km            | 40 km             | 5 km             |
| Longa (Long distance) | 10 km            | 150 km            | 30 km            |

## Relações com outros esportes
O duatlo tem como semelhança com o biatlo apenas o fato de envolver dois esportes, diferenciando-se deste por não ser um esporte de inverno. A sua maior semelhança é com o triatlo, por possuir também três provas, substituindo a parte de natação por uma nova prova com corrida. Outros esportes também derivados do triatlo são o aquatlo, que combina natação e corrida sem a parte que envolve a prova de ciclismo e o aquabike, que envolve natação e ciclismo, sem corrida.
A prova mais duradoura de duatlo é organizada pelo NY Triathlon Club na região da cidade de Nova Iorque, nos Estados Unidos.